# Turtwig
Turtwig (Naetoru in de originele Japanse versie) is een van de 1008 Pokémon. Hij lijkt op een kleine bijtschildpad met een boompje op zijn hoofd.
Turtwig is een van de drie starterpokémon waaruit spelers kunnen kiezen in het spel Pokémon Diamond & Pearl en Pokémon Platinum. Hij is van het Gras-type. Zijn evolutie is zowel Gras als Grond.
Ook evolueert Turtwig: in de hoofdserie van de games wordt hij op level 18 Grotle en op level 32 wordt hij Torterra. Als je Turtwig ontvangt in het spel is er een kans van 87,5% dat het een mannetje is en 12,5% kans dat het een vrouwtje is.

## Ruilkaartenspel
Er bestaan zeven standaard Turtwig kaarten en één Turtwig GL-kaart. Al deze kaarten hebben het type Grass als element.